# ГЕС-ГАЕС Вальдшут
ГЕС-ГАЕС Вальдшут – гідроелектростанція на південному заході Німеччини у федеральній землі Баден-Вюртемберг. Знаходиться після станції Віцнау та становить нижню ступінь у каскаді на річці Шварца (стікає з південного схилу Шварцвальду в долину Рейну, до якого потрапляє через Шлюхт та Вутах). Можливо відзначити особливість каскаду, всі три станції якого наділені функцією гідроакумуляції.
Як верхній резервуар використовується водосховище Віцнаубеккен (також є нижнім резервуаром ГАЕС Віцнау). Воно створене на Шварці за допомогою греблі висотою 49 метрів та довжиною 116 метрів і має довжину 1,6 км, ширину 0,15 км та об’єм 1,35 млн м3. Як нижній резервуар використовується водосховище рейнської ГЕС Albbruck-Dogern.
Від Віцнаубеккен до машинного залу веде тунель довжиною 9,4 км, який створює напір у 260 метрів. Основне обладнання станції становлять чотири турбіни типу Френсіс потужністю по 55 МВт та чотири насоси потужністю по 32 МВт. Це забезпечує виробництво на рівні 230 млн кВт-год на рік.
Ефективність гідроакумулюючого циклу станції становить 65%.